# ソナリカ・バドリア
ソナリカ・バドリアは、インドの女優。 ヒンディー語のテレビドラマとテルグ語映画で活動している。シリーズ『Devon Ke Dev...Mahadev 』での女神パールヴァティー / アディ・シャクティ役や『Prithvi Vallabh - Itihaas Bhi, Rahasya Bhi』でのムリナル役、『Dastaan-E-Mohabbat Salim Anarkali』でのアナールカリー役を演じたことで知られる。

## 生い立ち
バドリアはインドのチャンバル川地方で暮らすラージプートの一族出身である。マハーラーシュトラ州ムンバイで生まれ育った。ヤショーダム高校を経てD.G.ルパレル芸術科学商業大学で学んだ。

## 経歴

### テレビドラマ俳優として (2011年 - )
バドリアは2011年にテレビチャンネルLife OKで放送されたシリーズ『Tum Dena Saath Mera』において主役アビラシャを演じてテレビデビューを果たした。続いてシリーズ『Devon Ke Dev...Mahadev』では女神パールヴァティーを演じた。
2018年にテレビチャンネルSony TVで放送された『Prithvi Vallabh - Itihaas Bhi, Rahasya Bhi』ではアシシュ・シャルマの相手役を演じた。
2018年10月から2019年1月の間、テレビチャンネルColors TVで放送された『Dastaan-E-Mohabbat Salim Anarkali』でアナールカリーを演じた。
2019年に同じくColors TVで放送されたシリーズ『Ishq Mein Marjawan』ではネトラ・シャルマ役を演じた。

### 映画俳優として (2015年 - )
2015年、映画デビューをテルグ語作品『Jadoogadu』への出演で果たした。その後監督ビマネニ・シュリニヴァーサ・ラオにより2012年発表のヒット恋愛映画『Sundarapandian』のテルグ語リメイク版である『Speedunnodu』に出演する俳優として抜擢された。2016年2月に発表されたその映画は好評であり、ソナリカも演技を賞賛された。2016年二番目の出演作品であるテルグ語映画『Eedo Rakam Aado Rakam』もまた成功を収めた。
ラジヴ・S・ルイア監督手がける映画『Saansein』での ラジニーシ・ドゥッガルの相手役としての出演によりヒンディー語映画デビューを果たすことが決定している。

## メディア
2018年、バドリアはザ・タイムズ・オブ・インディア紙の「最も魅力的なインドの女性テレビ出演者20人」にランクインした。

## 出演作品

### 映画
| 公開年 | タイトル              | 役名             | 言語         | 備考 |
| ------ | --------------------- | ---------------- | ------------ | ---- |
| 2015   | Jadoogadu             | パールヴァティー | テルグ語     |      |
| 2016   | Speedunnodu           | ヴァサンティ     | テルグ語     |      |
| 2016   | Eedo Rakam Aado Rakam | ニーラヴェニ     | テルグ語     |      |
| 2016   | Saansein              | シリン           | ヒンディー語 |      |
| 2017   | Indrajith             | ミータ           | タミル語     |      |
| 2022   | Hindutva              | サプナ           | ヒンディー語 |      |

### テレビドラマ
| 放送年    | タイトル                                   | 役名                           | 備考          |
| --------- | ------------------------------------------ | ------------------------------ | ------------- |
| 2011–2012 | Tum Dena Saath Mera                        | アビラシャ・マナン・シャルマ   |               |
| 2012–2013 | Devon Ke Dev...Mahadev                     | パールヴァティー               |               |
| 2018      | Prithvi Vallabh - Itihaas Bhi, Rahasya Bhi | ラジュクマリ・ムリナルヴァティ |               |
| 2018–2019 | Dastaan-E-Mohabbat Salim Anarkali          | アナールカリー                 | [ 16 ] [ 17 ] |
| 2019      | Ishq Mein Marjawan                         | ネトラ・シャルマ               | [ 18 ]        |